# 주영대 (바이애슬론 선수)
주영대(1966년 9월 20일~)는 대한민국의 바이애슬론 선수로, 1988년 동계 올림픽에 참가했다.